# Jan Lehane
Jan Lehane (Grenfell, 9 luglio 1941) è un'ex tennista australiana.

## Biografia
Durante la sua carriera giunse in finale nel singolare all'Australasian Championships per quattro volte consecutive sempre contro Margaret Smith Court: nel 1960 perdendo per 7-5, 6-2, nel 1961 per 6-1, 6-4, 1962 per 6-0, 6-2 e nel 1963 per 6-2, 6-2.
Più volte giunse ai quarti di finale alle Internazionali di Francia, la prima nel 1960 venendo sconfitta nell'occasione da Maria Bueno ma non superò mai quel turno.
Nel doppio agli Australian Open giunse più volte in semifinale e due volte in finale: la prima volta nel 1961 esibendosi con Mary Bevis Hawton le due atlete vennero sconfitte da Mary Carter Reitano e Margaret Smith Court per 6-4, 3-6, 7-5. la seconda nel 1963. Nel torneo di Wimbledon del 1961 giunse in finale con Margaret Smith Court, la vittoria andò alla coppia formata da Karen Hantze Susman e Billie Jean King per 6-3, 6-4.